# Johannes Joner
Johannes Joner (* 1. November 1958 in Haugesund, Norwegen) ist ein norwegischer Schauspieler und Regisseur.

## Biografie
Joner wurde in Haugesund geboren, wuchs aber in seiner Kindheit in Stavanger auf. Er absolvierte von 1978 bis 1981 eine Schauspielausbildung an der Statens teaterhøgskole und wurde anschließend dort als Theaterschauspieler tätig. In der weiteren Folge arbeitete er unter anderem auch am Nationaltheater, Torshovteatret, Nordland Teater, Rogaland Teater und für das TV-teatret bzw. Fjernynsteatret (Fernsehtheater) sowie ab 1988 am Oslo Nye Theater. Außerhalb des Theaters spielte er auch eine Vielzahl von verschiedenen Film- und Fernsehrollen in Norwegen. Joner war der Regisseur der Show  Populærmusikk fra Vittula die am Christiania Teater inszeniert wurde. Des Weiteren schrieb er das Drehbuch und führte sowohl auch die Regie in dem Film Respekt (2008) in Zusammenarbeit mit Nordisk Film. In dem Film Über Storch und Stein (1984 Over stork og stein) spielte er die Hauptrolle des Erling und in dem ausgezeichneten Film Anderland (Over stork og stein) den Håvard. Eine weitere Bekanntheit erreichte er in Norwegen durch seine Mitwirkung an der dortigen Olsenbande-Filmreihe, so in dem Olsenbandens siste stikk als Kriminalassistent Gran. Auch in der Norwegen populären Kinderfilmreihe der Olsenbande Junior von 2001 bis 2010 erreichte in der Rolle als Polizeiassistent Holm,  hauptsächlich bei jüngeren Publikum eine größere Aufmerksamkeit.

## Familie
Johannes Joner ist der Onkel des Schauspielers Kristoffer Joner und der Vater des Schauspielers Knut Joner und der Vetter des Komponisten und Musikers Sverre Indris Joner.

## Filmografie

### Schauspieler
- 1984: Fribillett til Soria Moria als Tom
- 1987: Hip hip hurra als Elif
- 1989: Smykketyvenl als Mons
- 1994: Über Storch und Stein (Over stork og stein), als Håvard, nominiert für den Amanda-Preis
- 1994: Kjærlighetens kjøtere als Company Man
- 1995: Hamsun als Finn Christensen
- 1996: Maja Steingesicht oder Maja auf dem Kriegspfad (Maja Steinansikt) als Vater
- 1998: Olsenbandens siste stikk als Kriminalassistent Gran
- 2001: Olsenbandens første kupp (Fernsehserie) als Kriminalassistent Holm
- 2004: Olsenbanden jr. går under vann als Kriminalassistent Holm
- 2005: Olsenbanden jr. på Rocker'n als Kriminalassistent Holm
- 2006: Olsenbanden jr. på Cirkus als Kriminalassistent Holm
- 2006: Anderland (Den brysomme mannen) als Erling, Amanda
- 2007: Olsenbanden jr. Sølvgruvens hemmelighet als Kriminalassistent Holm
- 2007: Andre omgang als Sverre
- 2009: Olsenbanden jr. og det sorte gullet als Kriminalassistent Holm
- 2010: Olsenbanden jr. Mestertyvens skatt als Kriminalassistent Holm

### Kurzfilme
- 1987: Julenissen
- 2004: Prima vare
- 2010: Elleville Elfrid
- 2014: Benedikt und das Monster (Bendik & monsteret)

### Fernsehserien
- 1982–1986: TV-teatret
- 1994: Huset med det rare i
- 1999: Jul i Blåfjell  Spellemannprisen
- 2000: Jul på Månetoppen
- 2000: Beat for Beat
- 2004: Brødrene Dal og mysteriet om Karl XIIs gamasjer
- 2011: Verdens beste SFO als Inspektor
- 2011: Erobreren (Mini-Serie)
- 2014–2015: Neste Sommer
- 2014–2015: Kampen for tilværelsen
- 2016: Schneewelt – eine Weihnachtsgeschichte (Snøfall)

## Regie und Drehbuch
- 2008: Respekt, Debutprisen und ungdomsprisen auf dem Kosmorama-Festival

## Synchronsprecher
- Sonny, der Entendetektiv (Solan, Ludvig og Gurin med reverompa)
- Garfield und Garfield 2 – Regie
- Madagascar und Madagascar 2 – Regie

## Theater

### Schauspieler
- 1995: Crazy for you
- 1996: Myrna Vep  Teaterledernes ærespris
- 2005: Utlendingen, nominiert beim Komiprisen
- 2011: Dickie Dick Dickens

### Regie
- 2007: Et par tre herrer med bart
- 2008: Populærmusikk fra Vittula
- 2008: Vi menn
- 2009: Peer Gynt
- 2010: Firmafesten